# Alfred Harmsworth, 1:e viscount Northcliffe

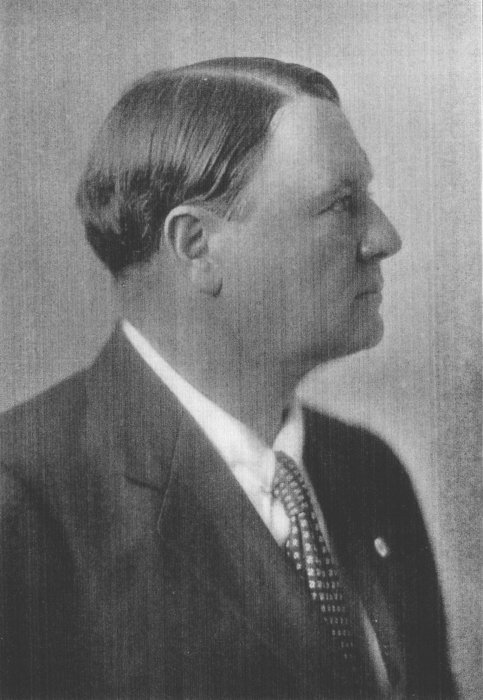
Alfred Harmsworth, 1:e viscount Northcliffe.

Alfred Charles William Harmsworth, 1:e viscount Northcliffe, född 15 juli 1865 i Chapelizod, County Dublin, Irland, död 14 augusti 1922 i London, var en brittisk tidningsägare, bror till Harold Harmsworth, 1:e viscount Rothermere och Cecil Harmsworth, 1:e baron Harmsworth. 

## Biografi
Northcliffe uppsatte 1888 veckotidningen "Answers", som fick stor spridning, och inköpte 1894 den dagliga tidningen "Evening News", där han ytterligare utvecklade sina amerikanskt sensationella metoder för att fängsla allmänhetens intresse. Samma år bekostade han utrustningen av Jacksons expedition till Frans Josefs land. 
Northcliffe uppsatte 1896 billighetstidningen "Daily Mail", vilken blev typen för den så kallade "gula pressen", rik på sensationsnyheter och i tonen imperialistisk ända till chauvinism. Därjämte uppsatte bröderna Harmsworth ett stort antal landsortstidningar, bland andra "Daily Record" i Glasgow och "Birmingham Gazette". Alfred Harmsworth, den äldste av bröderna, som i sina tidningar gjort det unionistiska partiet stora tjänster, blev 1904 baronet och 1905 peer (baron Northcliffe).
Northcliffe uppsatte 1903 den illustrerade billighetstidningen "Daily Mirror" och inköpte 1906 jämte sin bror Harold väldiga skogsområden i Newfoundland, där sedan stora pappersfabriker anlades för fyllandet av pappersbehovet för brödernas många tidningsföretag. Genom att 1906 låta "Daily Mail" utsätta ett pris à 10 000 pund sterling för den första flygningen London-Manchester (vunnet 1910) och ett lika stort pris 1914 för den första atlantflygningen (vunnet 1919) bidrog han verksamt att främja flygkonstens utveckling. 
Northcliffe inköpte 1908 "Times" och koncentrerade sedan på dess ledning och tekniska modernisering sin stora energi och enastående tidningsorganisatoriska begåvning. Samtidigt därmed bibehöll han till 1915 högsta ledningen av den stora tidningsförläggarfirman "Amalgamated Press", som 1919 förutom "Daily Mail" och "Evening News" utgav inemot ett sjuttiotal andra publikationer, huvudsakligen veckotidningar, och för vars officiner 1912 uppfördes det ståtliga tidningspalatset Fleet-way House i London. 
Northcliffe hade redan på 1890-talet brukat låta sina tidningar enträget och metodiskt varna för den "tyska faran", och i samband därmed stödde han verksamt lord Roberts propaganda för den allmänna värnpliktens införande i England. Efter första världskrigets utbrott, 1914, fortsatte han med ökad intensitet värnpliktskampanjen, tills den 1916 ledde till målet. "Northcliffepressens" hetsiga kampanj för större energi vid organiserandet av ammunitionstillverkningen under kriget hade väsentlig andel i tillkomsten maj 1915 av Asquiths koalitionsministär och december 1916 i dennas rekonstruktion till ministären Lloyd George. 
Northcliffe gjorde flera besök vid olika fronter och gav i krigskorrespondenser till "Times" oförbehållsamt luft åt sina idéer om bristande målmedvetenhet och energi i krigföringen. Lloyd George erbjöd honom 1917 först att bli ambassadör i Washington och senare posten som luftförsvarsminister, men han avböjde. Däremot var han juni–november 1917 ordförande i den brittiska "krigsmissionen" till Förenta staterna och åtog sig februari 1918 att som "direktör för propagandan i fiendeländerna" leda ett metodiskt publicistiskt massanfall mot uthålligheten bland dessas soldater och hemmavarande befolkning. 
Uppdraget utfördes med hänsynslös energi och stor teknisk uppfinningsrikedom, och denna "Northcliffepropaganda" bidrog väsentligt att bryta resterna av centralmakternas motståndskraft. Under fredsförhandlingarna 1919 övade Northcliffe och hans press stark påtryckning i intransigent anda på regeringen. Han företog juli 1921–februari 1922 en resa jorden runt och hyllades därvid i brittiska och franska kolonier, Japan och Indien med stora ovationer, överansträngning på resan förvärrade ett svårt hjärtlidande. Sedan 1917 bar han viscounttitel. 
Bland den samtida journalistikens tekniska omdanare intog lord Northcliffe, "pressens Napoleon", ett av de allra främsta rummen, och få personer har såsom han förstått intuitivt träffa de stora massornas smak. Hans politiska intressen var begränsade till ett fåtal områden, där han drev dem med desto starkare intensitet. För uppammandet av folkhatet under och efter första världskriget faller en dryg del av ansvaret på honom. För höjande av tidningsmännens ekonomiska ställning var han vidsynt verksam.